# Janusz Majewski
Pour les articles homonymes, voir Majewski.
Janusz Marian Majewski est un réalisateur et scénariste polonais né le 5 août 1931 à Lwów (Pologne) — aujourd'hui Lviv (Ukraine) — et mort le 10 janvier 2024.

## Biographie

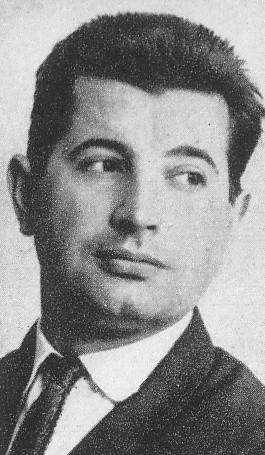
Janusz Majewski dans les années 1960.

## Récompenses et distinctions
Janusz Majewski reçoit les Lions d'argent (Srebrne Lwy) de la 40e édition du Festival du film polonais de Gdynia pour Excentrycy, czyli po słonecznej stronie ulicy (Excentricités, ou sur le côté ensoleillé de la rue - 2015).

## Filmographie
- 1962 : Szpital
- 1964 : Docent H
- 1965 : Awatar
- 1965 : Błękitny pokój
- 1965 : Pierwszy pawilon
- 1966 : Sublokator
- 1967 : Czarna suknia
- 1967 : Ja gorę
- 1967 : Wenus z Ille
- 1968 : Mistrz tańca
- 1969 : Urząd
- 1969 : Zbrodniarz, który ukradł zbrodnię
- 1970 : Lokis
- 1971 : Okno zabite deskami
- 1971 : Markheim
- 1971 : System
- 1973 : Stracona noc
- 1973 : Zazdrość i medycyna
- 1975 : Zaklęte rewiry
- 1977 : Sprawa Gorgonowej
- 1979 : Lekcja martwego języka
- 1980 : Królowa Bona
- 1982 : Słona róża
- 1982 : Epitafium dla Barbary Radziwiłłówny
- 1985 : C.K. Dezerterzy
- 1985 : Mrzonka
- 1989 : Czarny wąwóz
- 1993 : Do widzenia wczoraj
- 1995 : Diabelska edukacja
- 1996 : Bar Atlantic
- 1998 : Siedlisko
- 1998 : Złoto dezerterów
- 2005 : Po sezonie
- 2006 : Miłość w przejściu podziemnym
- 2010 : Mała matura 1947
- 2015 : Excentrycy, czyli po słonecznej stronie ulicy
- 2019 : Czarny mercedes